# Otto Fricke (Pfarrer)
Otto Fricke (* 28. Februar 1902 in Heinebach (Kreis Melsungen); † 8. März 1954 in Frankfurt am Main) war ein deutscher evangelischer Pfarrer und Mitglied in der Leitung der Bekennenden Kirche.

## Leben
Fricke war seit 1926 Pfarrer der Dreifaltigkeitsgemeinde in Frankfurt am Main und im Nebenamt evangelischer Hochschulpfarrer.
1933 wurde er Mitglied der Deutschen Christen und hielt „vom Nationalsozialismus begeistert“ auf dem Frankfurter Römerberg die Feuerrede zur Bücherverbrennung. Nach dem Skandal anlässlich der Rede von Reinhold Krause im Berliner Sportpalast im November 1933 wechselte er 1934 zur Bekennenden Kirche. Ab 1935 war er Mitarbeiter des „Freien theologischen Seminars der Bekennenden Kirche Hessen-Nassau“. Von 1936 bis 1938 war der „nunmehr überzeugte NS-Gegner“ Mitglied im Reichsbruderrat der Bekennenden Kirche. Wegen seiner Zugehörigkeit zur Bekennenden Kirche wurde er 1937 in Haft und Schutzhaft genommen und zeitweise zwangsversetzt. 1942 wurde Fricke zur Wehrmacht eingezogen.
Nach dem Ende des Zweiten Weltkriegs spielte Fricke als Bevollmächtigter des Hilfswerks der Evangelischen Kirche in Hessen und Nassau und Mitglied des Hilfswerksausschusses der Evangelischen Kirche wegen seiner guten Kontakte zur Militärregierung eine bedeutende Rolle. Zur Unterstützung der Flüchtlingsgemeinden gründete er die Bewegung der „Evangelischen Baugemeinden“. Als Vertreter der Evangelischen Landeskirche Frankfurt am Main war er zwischen 1945 und 1947 maßgeblich an der zweiten Fusion zur Evangelischen Kirche in Hessen und Nassau beteiligt.
Gemäß dem Religions-Journalisten Jeff Sharlet resultierten Frickes Kontakte zur Militärregierung größtenteils aus seinen Beziehungen zu Abraham Vereide, dem amerikanischen Führer des antikommunistischen evangelikalen Netzwerks The Family. Vereide glaubte während eines Besuches in Deutschland, Gott habe ihm Fricke als Schlüsselmann für Deutschland offenbart. Fricke wurde daraufhin Führer von Christen in Verantwortung, dem deutschen Ableger des Netzwerks. Bereits im Jahr 1950 setzte sich Fricke bei einem Treffen von Christen in Verantwortung zum Thema Wiederbewaffnung für die Wiederaufrüstung Westdeutschlands mit 25 Divisionen ein.

## Publikationen
- Die Christologie des Johannes Brenz im Zusammenhang mit der Lehre vom Abendmahl und der Rechtfertigung. München 1927; zugl. Göttingen, Univ., Diss., 1927, 1929.
- Die Sakramente in der protestantischen Kirche. 1929.